# Fritz Köhler (Maler, 1887)
Fritz Köhler (* 28. Juni 1887 in Moritzberg bei Hildesheim; † 12. Februar 1972 in Düsseldorf) war ein deutscher Landschafts- und Marinemaler.

## Leben
Fritz Köhler, mit Taufname Friedrich Köhler, wurde 1887 in Moritzberg bei Hildesheim geboren. 1892 zog seine Familie nach Hamburg, wo gerade die Choleraepidemie ausgebrochen war. Die Familie Köhler blieb von der Seuche verschont. Bereits mit fünf Jahren besuchte Köhler die Grundschule. In den Jugendjahren bereiste Fritz Köhler auf Handelsschiffen die Weltmeere.
Von 1905 bis 1907 besuchte Fritz Köhler die Kunstgewerbeschule Hamburg und Altona. Der damalige Direktor der Hamburger Kunsthalle, Alfred Lichtwark, erkannte das Talent Köhlers und riet ihm zum Besuch der Hochschule in Weimar. Von 1909 bis 1912 studierte er an der Kunstgewerbeschule Weimar, bis 1910  bei Max Thedy (Antikenzeichnen und Aktstudium) und danach als Meisterschüler beim Landschaftsmaler Theodor Hagen.
Nach seinem Studium in Weimar richtet sich Köhler für kurze Zeit ein Atelier in Hamburg ein. Ab 1913 war Fritz Köhler in Düsseldorf tätig. In der Zeit des Nationalsozialismus war er Mitglied der militaristischen Künstlergruppe Westfront und obligatorisch der Reichskammer der bildenden Künste. Für diese Zeit ist seine Teilnahme an 18 Ausstellungen sicher belegt.
Im Zweiten Weltkrieg wurde seine Wohnung und sein Atelier in Düsseldorf-Oberkassel zerstört und er evakuierte nach Berchtesgaden. 1945 kehrte er nach Düsseldorf zurück. Sein letztes Atelier hatte Köhler im Künstlerhaus des Vereins der Düsseldorfer Künstler auf der Sittarder Straße 5 in Düsseldorf-Pempelfort. Köhler war Mitglied im Reichsverband bildender Künstler Deutschlands sowie im Düsseldorfer Künstlerverein Malkasten und war Mitbegründer der Künstlergruppe 1949. Außerdem war er Vorstandsmitglied des Heimatvereins Düsseldorfer Jonges.

## Ausstellungen (Auswahl)
Er beteiligte sich regelmäßig an den Ausstellungen des Kunstvereins für die Rheinlande und Westfalen sowie an den Großen Düsseldorfer Kunstausstellungen.
- 1908: Kunstverein Hamburg, Gruppenausstellung: Leo Diet, Karl Hartmann & Fritz Köhler
- 1912: Großherzogliches Museum für Kunst und Kunstgewerbe in Weimar: Weihnachtsausstellung Weimarer Künstler
- 1917: Große Berliner Kunstausstellung im Kunstpalast zu Düsseldorf
- 1922: Große Berliner Kunstausstellung
- 1932: Düsseldorf-Münchener Kunstausstellung
- 1936: Essen, Westfront. Freie Kunst im neuen Staate
- 1940: Frühjahrs-Ausstellung Kunsthalle Düsseldorf
- 1941, 1942, 1943 und 1944: Große Deutsche Kunstausstellung im Haus der Deutschen Kunst zu München
- 1949: Ausstellung Düsseldorfer Künstlergruppe 1949 in der Kunsthalle Düsseldorf
- 1967: Künstler-Verein Malkasten Düsseldorf
- 1967: Stadtmuseum Düsseldorf: Fritz Köhler – Düsseldörfer Landschaften 1913–1936
- 1982: Kreismuseum Zons: Fitz Köhler 1887–1972, Ölgemälde und Zeichnungen
- 2004: Museum Kaiserwerth: Wanderclub. Mit Werken von Walter Sauer, Hermann Schauten, Fritz Köhler, Leo Assenmacher und dem Bildhauer Walter Schmieg
- 2013: Stadtmuseum Ratingen

## Auszeichnungen
- 1967 erhielt Fritz Köhler das Bundesverdienstkreuz für Verdienste um die Düsseldorfer und die rheinische Kunst.
- Der Fritz-Köhler-Weg in Düsseldorf-Wittlaer wurde nach ihm benannt.

## Werke
Bilder von Fritz Köhler befinden sich u. a. in der Nationalgalerie Berlin, in der Kunsthalle Hamburg, in der Kunstsammlung Nordrhein-Westfalen in Düsseldorf, den Staatlichen Sammlungen von Berlin, Danzig und Weimar sowie in zahlreichen Privatsammlungen.